# تاز سكايلر
طارق ياسين سكايلر المعروف بالاسم الفني تاز سكايلر ، هو ممثل إسباني، ولد في 5 ديسمبر 1995 في جزر الكناري.

## روابط خارجية
- تاز سكايلر على موقع IMDb (الإنجليزية)
- تاز سكايلر على موقع ميتاكريتيك (الإنجليزية)
- تاز سكايلر على موقع روتن توميتوز (الإنجليزية)
- تاز سكايلر على موقع قاعدة بيانات الأفلام العربية
- تاز سكايلر على موقع ألو سيني (الفرنسية)
- تاز سكايلر على موقع أول موفي (الإنجليزية)
- تاز سكايلر على موقع قاعدة بيانات الفيلم (الإنجليزية)
- تاز سكايلر على موقع كينوبويسك (الروسية)
- تاز سكايلر على موقع ANN person (الإنجليزية)